# Джордж Вашингтон Гарднър
Джордж Вашингтон Гарднър (на английски: George Washington Gardner) e американски китоловец, мореплавател и изследовател.

## Биография ще
Роден е около 1778 година в САЩ. В периода 1815 – 1828 прави пет плавания (1815 – 1818, ч ще
1818 – 1821, 1821 – 1822, 1822 – 1825 и 1825 – 1828) за лов на китове в южните части на Тихия океан. По време на четвъртото си плаване на кораба „Мария“, през 1824 в о-вите Тубуай (на югозапад от архипелага Туамоту) открива остров Мария (Хъл, 21°49′ ю. ш. 154°42′ з. д. / 21.816667° ю. ш. 154.7° з. д.).